# Emigración irregular

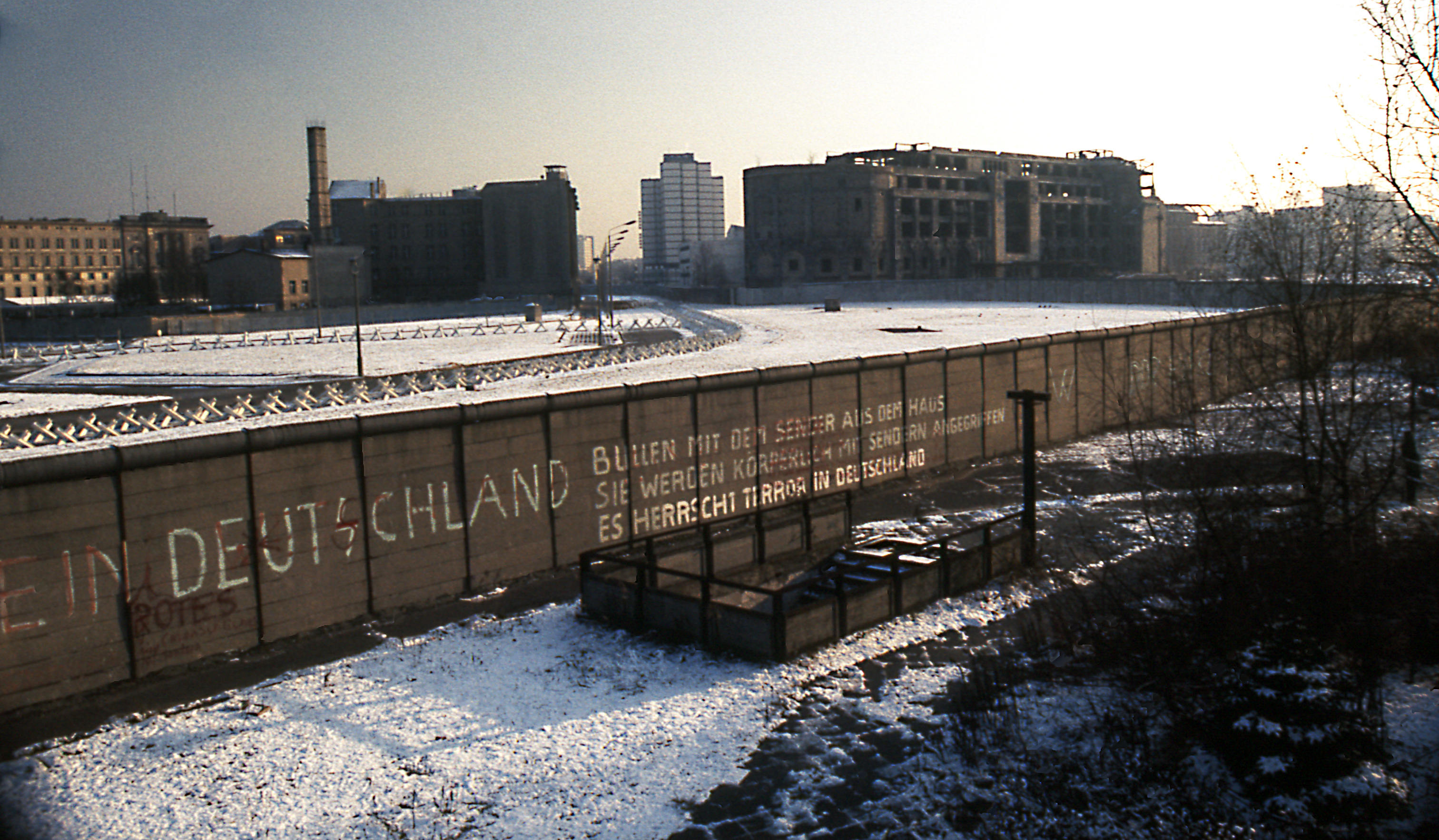
Muro de Berlín en la Potsdamer Platz 1975 mirando hacia el sureste hacia Stresemannstraße.

El término emigración irregular se aplica a las circunstancias en que una persona que se desplaza a través de las fronteras de una nación o estado lo hace violando las leyes de emigración. Por ejemplo tal persona puede ir al extranjero legalmente y negarse a regresar cuando el país de origen lo exige.
Rusia implementó restricciones a la emigración dos meses después de la Revolución rusa de 1917, que resultó en la prohibición de la emigración en las distintas Repúblicas Socialistas de la Unión Soviética. Después de la creación del Bloque del Este que agrupaba a los países ocupados por la Unión Soviética durante la Segunda Guerra Mundial, los países del Bloque del Este instituyeron restricciones a la emigración parecidas a las de la Unión Soviética. Después de la construcción del Muro de Berlín en 1961, la emigración de este a oeste se detuvo en su mayoría, salvo por razones de migración étnica.
Los casos especiales ocurren cuando alguien huye de un país como refugiado que escapa la persecución, o después de cometer un delito, tratando de evitar su procesamiento. Sin embargo, como inmigrante ilegal se puede devolver la persona, y, como criminal, puede enfrentar la extradición o el enjuiciamiento en el otro país. La postura de las Naciones Unidas es que la libertad de emigrar es un derecho humano, que forma parte del derecho a la libertad de circulación. Según la Declaración Universal de los Derechos Humanos, "Toda persona tiene derecho a salir de cualquier país, incluso del propio, y a regresar a su país".